# Jan Kreisinger
Jan Kreisinger (* 16. září 1984, Žatec) je český atlet, běžec, jehož specializací jsou dlouhé tratě. V současnosti především půlmaraton a maraton.

## Kariéra
V roce 2002 vybojoval v rakouském Innsbrucku stříbrnou medaili na světovém poháru v běhu do vrchu. V roce 2003 na juniorském mistrovství Evropy ve finském Tampere doběhl v závodě na 10 000 metrů v čase 30:52,77 na 10. místě.

### Splněný limit
Dne 13. května 2012 absolvoval poprvé v kariéře maraton. Trať dlouhou 42,195 km zvládl na Volkswagen Maratonu v centru Prahy v čase 2.16:26, čímž splnil mírnější kvalifikační B limit MOV/IAAF (2.16:30) na letní olympijské hry do Londýna. Rychlejšího času od roku 2000 na této trati z českých běžců dosáhli jen Róbert Štefko (2.12:35 – 24. květen 2004) a Jan Bláha (2.15:54 – 20. květen 2001).
Olympijský maraton v Londýně dokončil v čase 2.25:03 na celkovém 67. místě, přičemž na půlmaratonské metě proběhl v čase 1.08:27. Na olympijského vítěze Stephena Kiprotiche z Ugandy v cíli ztratil 17 minut a 2 sekundy. Závod dokončilo 85 běžců z celkových 105 závodníků, kteří se postavili na start.

### Osobní rekordy
- 10 000 m (dráha) – 29:34,89 – 14. května 2011, Bílina[9]
- 10 km (silnice) – 28:58 – 28. listopadu 2009, Basilej
- půlmaraton – 1.03:42 – 28. března 2010, Berlín
- maraton – 2.16:26 – 13. května 2012, Praha